# Passiflora cauliflora
Passiflora cauliflora är en passionsblomsväxtart som beskrevs av Hermann August Theodor Harms. Passiflora cauliflora ingår i släktet passionsblommor, och familjen passionsblomsväxter. Inga underarter finns listade i Catalogue of Life.